# Heinz Schlapkohl
Heinz Schlapkohl (* 1943) ist ein deutscher Chemiker. Für sein Engagement beim Bund für Umwelt und Naturschutz Deutschland und der Pollichia erhielt er Ende des Jahres 2024 das Bundesverdienstkreuz am Bande.
„Seine Leidenschaft für den Schutz unserer Lebensgrundlagen, insbesondere der Gewässer, ist beispielhaft und verdient höchste Anerkennung“, würdigte Klimaschutzstaatssekretär Erwin Manz das besondere Engagement von Heinz Schlapkohl, dem er den Verdienstorden der Bundesrepublik Deutschland (Verdienstkreuz am Bande) verlieh.
Schlapkohl setzte sich auf regionaler Ebene für die Renaturierung des Isenach-Schwemmfächers zwischen Bad Dürkheim und Birkenheide ein. In den Natura 2000-Gebieten wie dem Vogelschutzgebiet Haardtrand setzte er sich erfolgreich für den Schutz wertvoller Biotope ein. Damit wurden neue Vernetzungslinien für Wiedehopf, Heidelerche und Neuntöter geschaffen. Er initiierte auch die Gründung des Vereins Luchs-Projekt Pfälzerwald/Vosges du Nord e. V.
Heinz Schlapkohl war auch überregional tätig. So war er u. a. 2004 bis 2015 stellvertretender Vorsitzender des BUND Rheinland-Pfalz. Für sein überregionales Engagement im Natur und Umweltschutz erhielt er 2000 die Landesverdienstmedaille Rheinland-Pfalz, 2006 den Landesverdienstorden Rheinland-Pfalz und 2010 den Naturschutz-Sonderpreis der Stiftung proNatur Rheinland-Pfalz.
Er studierte Chemie in Kiel, promovierte in Kiel und war nach seinem Studium in der BASF tätig, dort ab 1978 als freigestellter Betriebsrat. In dieser Funktion kümmerte er sich bei der BASF u. a. um die Lehrlingsausbildung, um soziale Belange wie auch die Weiterentwicklung der Pensionskasse, um die Arbeitssicherheit. Mehr als zehn Jahre lang war er Leiter Umweltausschuss des Betriebsrates der BASF und damit u. a. für die Genehmigungen neuer Anlagen zuständig.
Weiterhin ist er seit über 50 Jahren SPD-Mitglied. Kommunalpolitisch und in naturschützender Funktion ist Schlapkohl seit 2020 auch als Mitglied im Beirat für Naturschutz des Landkreises Bad Dürkheim tätig. Schlapkohl lebt in Weisenheim am Sand an der Unterhaardt.